# ハゼラン
ハゼラン（爆蘭、米花蘭、学名: Talinum paniculatum、英: coral flower）は、ハゼラン科の多年草で、鑑賞用に栽培もされるが、現在は多く野生化している。

## 分布
南米原産で日本には明治時代にもたらされた。
メキシコ、カリブ海地域、西アフリカ、中米と広い分布域を持ち、セイロンほうれん草 (Ceylon spinach) の別称がある。

## 特徴
葉は長さ数cmで多肉、互生する。夏に高さ30cmほどの茎の先に円錐花序を出し、径3mmほどの赤い5弁の花をまばらにつける。ただしこの花は午後の2 - 3時間ほどしか開かないので（そのため三時花などとも呼ばれる）、円錐形のつぼみや丸い実の状態で見かけることが多く、線香花火を連想させる（ハゼランの名はこのイメージから）。 
熱帯で多肉の葉を野菜として利用するサンカクハゼラン T. fruticosum と近縁で同種ともされる。

## 別名
- サンジソウ（三時草）
- サンジカ（三時花）
- ハナビグサ（花火草）
- コーラル・フラワー[3]
- 米花蘭
- サンジノキコウシ（三時の貴公子）
- ホシノシズク（星の雫）
- エドノハナビ（江戸の花火）
- ヨヨノホシ（夜々の星）
- オシンソウ（おしん草）
- 星月草
- 三時の天使